# Italiaans gambiet
Het Italiaans gambiet is in de opening van een schaakpartij een variant van de Italiaanse opening. Het gambiet valt onder ECO-code C54 en heeft als beginzetten:
1. e4 e5
2. Pf3 Pc6
3. Lc4 Lc5 (het Italiaans)
4. c3 Pf6
5. d4 exd4
6. cxd4 Lb4†
7. Pc3
Zwart kan nu een pion winnen door ofwel direct 7. Pxe4 te spelen of eerst met 7. Lxc3 een verdediger uit te schakelen.